# Кроуфорд, Эммет
Эммет Кроуфорд (англ. Emmet Crawford; 22 декабря 1844 — 18 января 1886) — офицер армии США,  участник Гражданской войны и Индейских войн. Погиб в погоне за лидером чирикауа-апачей Джеронимо в январе 1886 года в Мексике.

## Биография

### Ранние годы
Эммет Кроуфорд родился в Филадельфии и был вторым из четырёх сыновей Уильяма и Джемаймы Кроуфорд. В мае 1861 года, солгав о своем возрасте, чтобы вступить в армию, он записался в 71-й Пенсильванский пехотный полк. Участвовал во многих боях в составе Потомакской армии, включая битвы при Энтитеме и у города Фредериксберг. Раненный во Второй битве при Фредериксберге весной 1863 года, Кроуфорд был отправлен в Филадельфию для выздоровления.
В Филадельфии он посещал Первую офицерскую школу, выпускники которой распределялись для командования Цветными войсками США. Вернувшись на службу в июне 1864 года, он был зачислен в 197-й Пенсильванский пехотный полк. Когда гражданская война окончилась, Кроуфорд находился в Боулинг-Грине, штат Кентукки, в 13-м цветном артиллерийском полку в чине первого лейтенанта.
Кроуфорд был рекомендован для службы в регулярной армии и в феврале 1866 года принял назначение вторым лейтенантом в 37-й цветной пехотный полк в Уилмингтоне. Он пережил послевоенное сокращение армии в конце 1860-х годов и 2 января 1871 года был переведён в 3-й кавалерийский полк в звании первого лейтенанта и и расквартирован в форте Верде, Территория Аризона.

### Войны сиу
2 января 1872 года 3-й кавалерийский полк была переброшен на север, на территории современных штатов Небраска и Вайоминг, для борьбы с сиу и шайеннами. Кроуфорд был расквартирован в форте Ди-Эй-Рассел. В марте 1874 года рота Кроуфорда была придана в помощь индейскому агенту Сэвиллу в агентстве Красного Облака. Кавалеристы основали лагерь Кэмп-Робинсон, впоследствии переименованный в форт Робинсон. В ноябре 1874 года Кроуфорд со своими кавалеристами был переведён в казармы Сидни в Небраске.
В начале лета 1876 года 3-й кавалерийский полк под командованием генерала Джорджа Крука был направлен в Монтану в рамках операции по возвращению враждебных индейцев в резервации. 17 июня 1876 года войско Крука сражалось с сиу и шайеннами в битве при Роузбад. Благодаря участию скаутов кроу и восточных шошонов Джордж Крук избежал полного разгрома и после шестичасового боя отступил в свой базовый лагерь. В конце того же года Кроуфорд на 2 года был переведён в Балтимор, а затем вернулся в Небраску.

### Апачские войны
Весной 1882 года 3-й кавалерийский полк был переброшен в Аризону для борьбы с апачами. Кроуфорд сначала был направлен в форт Томас, а в сентябре 1882 года генерал Крук назначил его военным комендантом индейской резервации Сан-Карлос, где он должен был работать с гражданским агентом и помочь индейцам перейти к самообеспечению. В его задачи входило сохранять мир с апачами, а также набрать из индейцев отряд скаутов и подготовить их к службе. В этом ему помогали лейтенанты Чарльз Гейтвуд и Бриттон Дэвис. Благодаря твёрдости и справедливости, Кроуфорд заслужил уважение среди апачей, но с индейским агентом Фордом у него возникли трения. В газетах Аризоны начались нападки на Крука и Кроуфорда при полном содействии и поощрении агента. Капитан был вынужден обратиться в следственную комиссию, которая поддержала его по всем пунктам. Устав от нападок и несправедливой критики, Кроуфорд запросил перевод в Техас, но спустя месяц Джордж Крук затребовал его обратно. Начиналась военная кампания против чирикауа Джеронимо, и генералу нужны были люди, хорошо знающие апачей.
Джеронимо направился в Мексику и, благодаря соглашению о пересечении границы с Мексикой, кавалеристы и индейские скауты отправились за ним. Они провели весну 1885 года в бесплодной попытке захватить Джеронимо и его людей. Крук, убедившись в том, что кавалеристы не столько помогают апачским скаутам, сколько мешают, возвратил Кроуфорда и Дэвиса в Сан-Карлос. В декабре генерал организовал новую экспедицию, состоящую из четырёх офицеров и сотни скаутов, руководство операцией он возложил на капитана Кроуфорда.
Скауты-апачи быстро напали на след Джеронимо и 9 января 1886 года обнаружили его лагерь. Они продолжали идти всю ночь и успешно атаковали его лагерь на следующее утро. Отряд Джеронимо бежал, оставив все свои запасы, провизию и одеяла. Лидер мятежников послал старую женщину в Кроуфорд поговорить, и на следующее утро была назначена встреча. После полудня от мятежников пришла женщина, чтобы обговорить время и место переговоров. Капитан назначил встречу на следующий день. 11 января, вскоре после восхода солнца, скауты доложили Кроуфорду о приближении большого отряда. Около 150 мексиканских ополченцев внезапно атаковали лагерь Кроуфорда. Капитан выбежал вперёд и закричал, что он и его подразделение — американские солдаты. Скауты не стали отвечать на выстрелы мексиканцев и стрельба прекратилась. Кроуфорд поднялся на валун, чтобы привлечь к себе внимание, но внезапно со стороны мексиканского отряда раздался выстрел, и он упал с пулей в голове. Завязалась перестрелка. Апачи убили мексиканского командира, его заместителя и около 15 солдат, прежде чем стрельбу удалось взять под контроль. Датчи, один из скаутов апачей, вытащил смертельно раненого Кроуфорда в безопасное место. Капитан смог прожить ещё несколько дней, в основном в бессознательном состоянии, пока не скончался 18 января 1886 года. Его тело было похоронено в маленькой деревушке Накори-Чико. Гибель Кроуфорда вызвала серьёзный дипломатический кризис и едва не спровоцировала вторую войну между Соединёнными Штатами и Мексикой, но после официального слушания никаких дальнейших действий предпринято не было.

## Перезахоронение
Тело Кроуфорда было эксгумировано и перезахоронено в городе Кирни, штат Небраска, где жил его младший брат Закари. Капитан никогда не был женат, а Закари и его семья были его ближайшими родственниками.
В 1908 году бывшие товарищи Кроуфорда, к тому времени включавшие многих генералов, получили разрешение от его ближайшей родственницы, свояченицы Каролины Кроуфорд, перенести его тело на Арлингтонское национальное кладбище. 1 декабря 1908 года тело Эммета Кроуфорда со всеми воинскими почестями было предано земле. Его могила расположена ниже по склону от могилы генерала Крука и отмечена мраморным обелиском.

## Память
Город Кроуфорд в штате Небраска, основанный в 1886 году, был назван в честь Эммета Кроуфорда. В 1986 году потомки Закари Кроуфорда были приглашены на празднование столетия города.
Форт Кроуфорд в штате Колорадо был назван в его честь в 1886 году.